# Liste der Rundtürme von Irland
Die Liste der Rundtürme von Irland enthält alle Rundtürme in der Republik Irland und Nordirland, von denen (mindestens) noch sichtbare Überreste vorhanden sind.

Die Höhenangaben sind dem Buch von Brian Lalor entnommen.
Navigation: A B C D F G I K L M N
O R S T
| Bild                                         | Name                                           | County    | Zustand                                                          | Höhe   | Anmerkungen |
| -------------------------------------------- | ---------------------------------------------- | --------- | ---------------------------------------------------------------- | ------ | --- |
|                                              | Aghadoe                                        | Kerry     | Unvollständig                                                    | 5,4 m  | |
|                                              | Aghagower                                      | Mayo      | Unvollständig                                                    | 15,9 m | Der jetzige ebenerdige Eingang stammt aus der Neuzeit |
|                                              | Aghaviller                                     | Kilkenny  | Unvollständig                                                    | 9,6 m  | Der zweite (ebenerdige) Eingang stammt aus der Neuzeit |
|                                              | Antrim                                         | Antrim    | Vollständig                                                      | 28,0 m | |
|                                              | Ardmore                                        | Waterford | Vollständig                                                      | 29,2 m | |
|                                              | Ardpatrick                                     | Limerick  | Unvollständig                                                    | 3,0 m  | |
|                                              | Ardrahan                                       | Galway    | Unvollständig                                                    | 3,0 m  | |
|                                              | Armoy                                          | Antrim    | Unvollständig                                                    | 10,8 m | |
|                                              | Balla                                          | Mayo      | Unvollständig                                                    | 10,0 m | Ein zweiter ebenerdiger Eingang wurde vermutlich später eingefügt |
|                                              | Cashel                                         | Tipperary | Vollständig                                                      | 27,9 m | Später wurde eine Kirche an den Turm angebaut |
|                                              | Castledermot                                   | Kildare   | Vollständig bis zum Dachsims                                     | 20,1 m | Die konische Spitze wurde später durch Zinnen ersetzt und eine Kirche wurde an den Turm angebaut |
|                                              | Clondalkin                                     | Dublin    | Vollständig                                                      | 27,5 m | Er ist mit einem maximalen Durchmesser von 4,04 m der schmalste Rundturm. Einzigartig sind auch der Sockel und die Außentreppe                                                                              |
|                                              | Clones                                         | Monaghan  | Vollständig bis zum Dachsims                                     | 22,9 m | |
|                                              | Clonmacnoise O’Rourke’s Tower McCarthy’s Tower | Offaly    | Unvollständig                                                    | 19,3 m | Dem Rundturm (O’Rourke’s Tower) fehlt nur die konische Spitze; er hat unterhalb der Spitze acht Fenster. McCarthy’s Tower ist mit einer Kirche verbunden und zählt deshalb nicht als "klassischer" Rundturm |
|                                              | Cloyne                                         | Cork      | Vollständig bis zum Dachsims                                     | 30,5 m | Die konische Spitze wurde durch Zinnen ersetzt |
|                                              | Derry                                          | Derry     | Unvollständig                                                    | 5,5 m  | Erst 2018 (wieder) als Rundturm erkannt |
|                                              | Devenish I                                     | Fermanagh | Vollständig                                                      | 25,0 m | Kann bestiegen werden. Romanische Verzierungen (4 Steinköpfe) am Dachsims |
| Second Round Tower at Devenish Co. Fermanagh | Devenish II                                    | Fermanagh | Unvollständig                                                    | 0,5 m  | Direkt neben dem vollständigen Turm wurden vor einigen Jahren die Fundamente eines (vermutlich älteren) Turmes entdeckt                                                                                     |
|                                              | Disert Oenghusa                                | Limerick  | Unvollständig                                                    | 20,7 m | Der Eingangsbereich hat romanische Dekorationen |
|                                              | Donaghmore                                     | Meath     | Vollständig bis zum Dachsims                                     | 26,6 m | Es fehlt nur die konische Spitze |
|                                              | Dromiskin                                      | Louth     | Unvollständig                                                    | 15,3 m | Die Spitze wurde bei einer Renovierung auf den noch erhaltenen niedrigeren Stumpf neu aufgesetzt |
|                                              | Drumbo                                         | Down      | Unvollständig                                                    | 10,3 m | |
|                                              | Drumcliff                                      | Clare     | Unvollständig                                                    | 11,0 m | |
|                                              | Drumcliff                                      | Sligo     | Unvollständig                                                    | 9,0 m  | |
|                                              | Drumlane                                       | Cavan     | Unvollständig                                                    | 12,0 m | Auf der Nordseite sind in 2 m Höhe die Umrisse von zwei eingravierten Vögeln (kaum) zu sehen |
|                                              | Duleek                                         | Meath     | Unvollständig                                                    | 0,0 m  | Es sind nur noch die Umrisse an dem im Mittelalter angebauten Kirchturm zu sehen |
|                                              | Dysert O’Dea                                   | Clare     | Unvollständig                                                    | 15,0 m | |
|                                              | Faughart                                       | Louth     | Unvollständig                                                    | 0,1 m  | Es ist nur eine Lage der Steinblöcke des Fundaments zu sehen |
|                                              | Glendalough                                    | Wicklow   | Vollständig                                                      | 30,5 m | |
|                                              | Grangefertagh                                  | Kilkenny  | Vollständig bis zum Dachsims                                     | 31,0 m | Wäre mit vollständiger Spitze vermutlich der höchste noch existierende Rundturm |
|                                              | Inish Cealtra                                  | Clare     | Unvollständig                                                    | 22,3 m | |
|                                              | Inniskeen                                      | Monaghan  | Unvollständig                                                    | 12,6 m | |
|                                              | Kells                                          | Meath     | Vollständig bis zum Dachsims                                     | 26,0 m | |
|                                              | Kilbennan                                      | Galway    | Unvollständig                                                    | 16,5 m | |
|                                              | Kilcoona                                       | Galway    | Unvollständig                                                    | 3,0 m  | |
|                                              | Kildare                                        | Kildare   | Nahezu vollständig, die Spitze wurde später durch Zinnen ersetzt | 32,6 m | Der Eingangsbereich hat romanische Dekorationen; der Turm kann bestiegen werden |
|                                              | Kilkenny                                       | Kilkenny  | Nahezu vollständig, die Spitze wurde später durch Zinnen ersetzt | 30,2 m | Der Turm kann bestiegen werden |
|                                              | Killala                                        | Mayo      | Vollständig                                                      | 25,6 m | Auf halber Höhe ist eine deutlich sichtbare Ausbuchtung |
|                                              | Killeany/Aran-Inseln                           | Galway    | Unvollständig                                                    | 3,0 m  | |
|                                              | Killinaboy                                     | Clare     | Unvollständig                                                    | 3,5 m  | |
|                                              | Kilmacduagh                                    | Galway    | Vollständig                                                      | 34,9 m | Es ist der höchste Rundturm; die elf Fenster und der Eingang der Tür in 8 m Höhe werden ebenfalls von keinem anderen Turm übertroffen. Er hat eine Schieflage von 1,02 m in der Vertikalen.                 |
|                                              | Kilmallock                                     | Limerick  | Unvollständig                                                    | 3,0 m  | Nur die unteren 3 m gehören zum ursprünglichen Rundturm. Darüber wurde im späten Mittelalter ein Kirchturm errichtet                                                                                        |
|                                              | Kilree                                         | Kilkenny  | Vollständig bis zum Dachsims                                     | 26,8 m | Die konische Spitze wurde durch Zinnen ersetzt |
|                                              | Kinneigh                                       | Cork      | Vollständig bis zum Dachsims                                     | 21,5 m | Hat eine 5,7 m hohe hexagonale Basis |
|                                              | Liathmore                                      | Tipperary | Unvollständig                                                    | 0.0 m  | Wurde 1969 entdeckt; das Fundament ist mit 2,60 m für einen Rundturm ungewöhnlich tief |
|                                              | Lusk                                           | Dublin    | Vollständig bis zum Dachsims                                     | 26,5 m | Hat keine Spitze mehr; die Kirche St. Macuilin wurde an den Turm angebaut |
|                                              | Maghera                                        | Down      | Unvollständig                                                    | 5,4 m  | Der Stumpf hat ein großes Loch an der Stelle der ehemaligen Türöffnung |
|                                              | Meelick                                        | Mayo      | Unvollständig                                                    | 21,5 m | |
|                                              | Monasterboice                                  | Louth     | Unvollständig                                                    | 28,5 m | |
|                                              | Nendrum                                        | Down      | Unvollständig                                                    | 4,4 m  | |
|                                              | Old Kilcullen                                  | Kildare   | Unvollständig                                                    | 11,0 m | War vermutlich nur 15 m hoch. Damit einer der kleinsten. |
|                                              | Oran                                           | Roscommon | Unvollständig                                                    | 3,9 m  | Mit 6 m der größte Durchmesser am Boden |
|                                              | Oughterard                                     | Kildare   | Unvollständig                                                    | 9,5 m  | |
| Round Tower Ram’s Island                     | Ram’s Island Lough Neagh                       | Antrim    | Unvollständig                                                    | 12,8 m | |
|                                              | Rathmichael                                    | Dublin    | Unvollständig                                                    | 1,9 m  | |
|                                              | Rattoo                                         | Kerry     | Vollständig                                                      | 27,4 m | Im Inneren ist eine Sheela-na-Gig |
|                                              | Roscam                                         | Galway    | Unvollständig                                                    | 11,0 m | Im Inneren sind noch die Löcher für das Baugerüst zu sehen |
|                                              | Roscrea                                        | Tipperary | Unvollständig                                                    | 20,0 m | Im Inneren des Turmes ist die Silhouette eines Schiffes in die Wand eingeritzt |
|                                              | Scattery Island                                | Clare     | Fast vollständig bis zum Dachsims; Spitze teilweise zerstört     | 26,0 m | Einziger Rundturm, dessen ursprünglicher Eingang ebenerdig ist |
|                                              | Seirkieran                                     | Offaly    | Unvollständig                                                    | 2,9 m  | |
|                                              | St. Mullin’s                                   | Carlow    | Unvollständig                                                    | 1,0 m  | |
|                                              | Swords                                         | Dublin    | Vollständig                                                      | 26,0 m | |
|                                              | Taghadoe                                       | Kildare   | Unvollständig                                                    | 19,8 m | Ein zwischenzeitlicher ebenerdiger Eingang ist wieder zugemauert |
|                                              | Timahoe                                        | Laois     | Vollständig                                                      | 29,3 m | Romanische Dekorationen im Türbogen |
|                                              | Toraigh                                        | Donegal   | Unvollständig                                                    | 12,8 m | |
|                                              | Tullaherin                                     | Kilkenny  | Unvollständig                                                    | 22,5 m | |
|                                              | Turlough                                       | Mayo      | Vollständig                                                      | 22,9 m | |